# IEEE Medal of Honor
IEEE Medal of Honor är den högsta utmärkelsen som delas ut av Institute of Electrical and Electronics Engineers (IEEE) och har delats ut sedan 1917.

## Mottagare
- 1917: Edwin H. Armstrong
- 1918: Inget pris utdelades
- 1919: Ernst Alexanderson
- 1920: Guglielmo Marconi
- 1921: Reginald Aubrey Fessenden
- 1922: Lee de Forest
- 1923: John Stone Stone
- 1924: Michael I. Pupin
- 1926: Greenleaf Whittier Pickard
- 1927: Louis W. Austin
- 1928: Jonathan Zenneck
- 1929: George W. Pierce
- 1930: Peder Oluf Pedersen
- 1931: Gustave A. Ferrie
- 1932: Arthur Edwin Kennelly
- 1933: John Ambrose Fleming
- 1934: Stanford C. Hooper
- 1935: Balthasar van der Pol
- 1936: George Ashley Campbell
- 1937: Melville Eastham
- 1938: John H. Dellinger
- 1939: Albert G. Lee
- 1940: Lloyd Espenschied
- 1941: Alfred N. Goldsmith
- 1942: Albert H. Taylor
- 1943: William Wilson
- 1944: Haraden Pratt
- 1945: Harold H. Beverage
- 1946: Ralph Hartley
- 1947: Inget pris utdelades
- 1948: Lawrence C. F. Horle
- 1949: Ralph Bown
- 1950: Frederick Terman
- 1951: Vladimir Zworykin
- 1952: William R. G. Baker
- 1953: John M. Miller
- 1954: William L. Everitt
- 1955: Harald T. Friis
- 1956: John V. L. Hogan
- 1957: Julius Adams Stratton
- 1958: Albert Hull
- 1959: Emory Leon Chaffee
- 1960: Harry Nyquist
- 1961: Ernst A. Guillemin
- 1962: Edward Victor Appleton
- 1963: George C. Southworth
- 1964: Harold A. Wheeler
- 1965: Inget pris utdelades
- 1966: Claude Elwood Shannon
- 1967: Charles H. Townes
- 1968: Gordon K. Teal
- 1969: Edward Ginzton
- 1970: Dennis Gabor
- 1971: John Bardeen
- 1972: Jay W. Forester
- 1973: Rudolf Kompfner
- 1974: Rudolf Kalman
- 1975: John Robinson Pierce
- 1976: Inget pris utdelades
- 1977: H. Earle Vaughan
- 1978: Robert Noyce
- 1979: Richard Bellman
- 1980: William Shockley
- 1981: Sidney Darlington
- 1982: John Tukey
- 1983: Nicolaas Bloembergen
- 1984: Norman F. Ramsey
- 1985: John Roy Whinnery
- 1986: Jack Kilby
- 1987: Paul Lauterbur
- 1988: Calvin Quate
- 1989: C. Kumar Patel
- 1990: Robert G. Gallager
- 1991: Leo Esaki
- 1992: Amos E. Joel, Jr.
- 1993: Karl Johan Åström
- 1994: Alfred Y. Cho
- 1995: Lotfi A. Zadeh
- 1996: Robert Metcalfe
- 1997: George H. Heilmeier
- 1998: Donald Pederson
- 1999: Charles Concordia
- 2000: Andrew Grove
- 2001: Herwig Kogelnik
- 2002: Herbert Kroemer
- 2003: Nick Holonyak
- 2004: Tadahiro Sekimoto
- 2005: James Flanagan
- 2006: James D. Meindl
- 2007: Thomas Kailath
- 2008: Gordon Moore
- 2009: Robert H. Dennard
- 2010: Andrew Viterbi
- 2017: Kees Schouhamer Immink